# イースIV MASK OF THE SUN -a new theory-
『イースIV MASK OF THE SUN -a new theory-』（イースフォー マスクオブザサン アニユーセオリー）とは、日本ファルコムのアクションRPGシリーズである〈イースシリーズ〉第4作となるコンピュータゲームの1つ。1993年（平成5年）にオリジナル2作品が発売された『イースIV』のリメイク作品で、2005年（平成17年）5月26日にPlayStation 2用ソフトとしてタイトーから発売された。
本稿ではゲーム作品『イースIV MASK OF THE SUN -a new theory-』に関する記述を中心とし、シリーズや『イースIV』の全体像については原則として扱わない。これらの詳細については「イースシリーズ」および「イースIV」を参照。また本作と同じ副題を持つオリジナル作品については「イースIV MASK OF THE SUN」を参照。

## 概要
『イースIV』のオリジナル作品は1993年（平成5年）にファルコムの原案を元にライセンシー2社がスーパーファミコン (SFC) とPCエンジン (PCE) にそれぞれ発売しており、本作はオリジナルより10年以上を経て初めてつくられたリメイク作品となる。
オリジナル原案はすでに散逸していたため、本作はSFC版『イースIV MASK OF THE SUN』を元としている。ただし副題の「新説」の名の通りに全面的に作り直されており、ストーリーのベース部分以外での共通点は少ない。例えば本作では新たな冒険を求めセルセタの地を訪れたアドルが、あるはずのない7冊目のイースの書の噂を聞き、その謎を追うために物語が始まり、オリジナル版では両作に見られたエステリア再訪を完全にカットしている。また重要なアイテムであった太陽の仮面についても新解釈を用いるなど大胆なアレンジが試みられている。
タイトーは2004年（平成16年）にPlayStation 2向け事業でファルコムと提携しておりこの前後約1年の間に『III』『IV』『V』のPS2向けリメイクを立て続けに発売しているが、本作に続いて発売された『V』はシステム面での共通部分が多い。

## ゲームシステム
システム面はオリジナル作品とはほぼ別物となっている。クォータービューの3D・アクションRPGであり、基本操作は方向キーによる移動、弱・中・強の三種類の攻撃、アイテム使用。またLRボタンによってメニューを通さずに装備している剣を瞬時に持ち替える事が出来る。

### 画面構成
『VI』に非常に近い。基本画面が全画面で表示され、ステータス情報等が枠外で表示されることなく基本画面にかぶせて表示。ステータス情報としては現在のHPと魔法のゲージ（HPは現在値／最大値を数字でも併記）、現在使用中の剣と装備しているアイテムのアイコン。及び簡易ステータスが表示されている。なお、装備アイテムと簡易ステータスは非表示にもできる。

### 属性
武器と敵には属性を持つ物があり、属性の相性によってダメージ量が増減する。基本属性は炎・刻・地・雷・氷の5つでそれぞれの相関関係は「炎 > 刻 > 地 > 雷 > 氷 > 炎」となっている（刻属性の敵には炎属性攻撃でダメージ増、地属性攻撃でダメージ減）。
この他に武器専用の光属性と敵専用の闇属性があり、闇属性の敵には光属性の武器でしかダメージを与えられず、また光属性の武器は闇属性の敵にしかダメージを与えられない。光属性以外での闇属性への攻撃や闇属性以外への光属性での攻撃は敵のHPが回復する。

### 攻撃
小・中・大の三種類で、最大5連続攻撃まで可能。装備している剣によってはコマンド順によって必殺技が発動する。

### エレメント
属性の伴う剣を装備した状態でいずれかの攻撃ボタンを押し続けると魔法ゲージが貯まっていき、ゲージが満タンになった状態でボタンを離すとエレメントを召喚する。このエレメントに攻撃を加える事によってその属性に応じた様々な効果を得る事が出来る。小で攻撃を与えるとエレメントがアドルの周りを回転しステータス補助等の効果が得られる。中で攻撃を与えるとそのエレメントが飛んでいき間接攻撃やダンジョンの仕掛け作動等に使える。大で攻撃を与えるとエレメントが地面に落ち、周りの敵にダメージを与える事が出来る。また地面に落ちたエレメントは押す事によって移動させる事も出来、ダンジョンの仕掛け動作等に使える。
- 氷属性：ファスシナシオン
  - 小 - 移動速度が上昇し攻撃力が下降
  - 中 - 氷攻撃
  - 大 - アドルを中心に氷攻撃・炎の岩を壊す
- 炎属性：ヴァレンティア
  - 小 - 攻撃力が上昇し防御力が下降
  - 中 - 炎攻撃
  - 大 - アドルを中心に炎攻撃・物を燃やしたり溶かしたりする
- 地属性：コンフィアンサ
  - 小 - 防御力が上昇し移動速度が下降
  - 中 - 地攻撃
  - 大 - アドルを中心に地攻撃・重りになる
- 雷属性：インヘニオ
  - 小 - 雷属性のバリア。
  - 中 - 雷攻撃・レーザー発射装置にぶつけてレーザーを発射
  - 大 - アドルを中心に雷攻撃・レーザー発射装置にぶつけてレーザーを発射
- 刻属性：エテルノ
  - 小 - 敵の移動速度を低下させHPが少しずつ減少
  - 中 - 刻攻撃・黒い石版にぶつけてワープ
  - 大 - アドルを中心に刻攻撃・黒い石版にぶつけてワープ
- 光属性：フスティーシア
  - 小 - HPを少しずつ回復
  - 中 - 光攻撃
  - 大 - アドルを中心に光攻撃・壊れた物を修復

### 回復
両オリジナル版と同様にフィールド上で立ち止まっていると徐々にHPが回復する。薬草等の回復アイテム、光のエレメントによっても回復できる。

### ステータス
メニュー画面で表示されるステータスは以下の通り。HPは常時基本画面に表示される他、LV ・ATK・NEXT・GOLDは簡易ステータスとして基本画面上でも確認できる。
- LV：レベル。最高値は50。レベルがあがると最大HP、STR、DEFの値が上昇する。
- HP：ヒットポイント。現在HP／最大HPの形で表示される。最高値は999。0になるとゲームオーバー。
- ATK：攻撃力。レベルアップの他、剣の装備によって上昇。
- DEF：防御力。レベルアップの他、盾・鎧の装備によって上昇。
- GOLD：金。敵を倒すと取得。武器などの購入に使用。
- NEXT：次にレベルが上がるまでに必要な経験値。

### 装備品
メニュー内のEquip画面にて装備を行う。Sword、Shield、Armor、Itemの4種類。
- Sword：剣。装備するとATKが上がる。属性のある剣を装備すれば属性攻撃が可能になり、その属性に応じたエレメントを召喚できる。本作では3本の剣を装備する事が出来、L1R1ボタンによって装備している他の剣に瞬時に持ち替える事が出来る。属性を持った剣については#エレメントを参照。
- Shield・Armor：装備するとDEFが上がる。
- Item：装備しているアイテムはアイコンで通常画面上に表示される。
  - 薬草 - HPを最大値の半分回復。
  - ウイング - 直前に立ち寄った街へワープ
  - セルセタの秘薬 - 薬草と同じ効果で3回使用可能。
    - etc.

### セーブ
フィールド・街のみでセーブ可能でダンジョン内ではセーブ出来ない。ロード時はセーブした場所ではなく、セーブしたマップに定められたスタート地点からの再開となる。

## 登場人物

### 主人公
アドル・クリスティン
声 - 織田優成
シリーズ通しての主人公。燃えるような赤毛を持つ冒険者。17～18歳。新たな冒険を求め、フレアと共にセルセタを訪れる。

### セルセタの人物
カーナ
声 - 波咲まこ
本作のヒロインの1人で、風の村コモドの長老の孫娘。活発な少女で村で一番強い。
リーザ
声 - 大竹理央
本作のヒロインの1人で、高原の村ハイランドで代々エルディールの世話係を務めてきた家系の少女。
エルディール
声 - 大谷安治
有翼人の最後の生き残りで、ハイランドの聖域で密かに生活している。彼を神とする白き伝承と悪魔とする黒き伝承という相反する伝承がセルセタには伝わっている。
カゾック
声 - 栗田圭
大河の村セルレイに住む老人。有翼人伝承の研究に余生を捧げている。
レファンス
かつて五忠臣と共にセルセタの危機を救った古代の王。
五忠臣
レファンスに仕え、共にセルセタの危機を救った英雄達。スラノ、タリム、ミーユ、ラディー、トリエの5人。

### ロムン帝国軍
ブラトス
声 - 高岡政人
セルセタには派遣されたロムン帝国の将軍。地方へ飛ばされたことを恨み密かに謀反を計画している。
闇の一族
ブラトスの配下で、3人組で行動している。
グルーダ
声 - 山根剛
3人組のリーダー。空間転移能力を持つ。
バミー
声 - 田中涼子
3人組の紅一点。様々な物質を魔物に変える力を持つ。
ガディス
声 - 山川敦也
大男。様々な物質を操る能力を持つ。

### その他
フレア・ラル
声 - 宮田浩徳
『II』から登場する医者。薬の原料となるセルセタの原種を求めて、アドルと共にエステリアからセルセタを訪れる。
ドギ
声 - 山川敦也
『I』から登場。アドルの相棒。